# Кузьмінський Василь Григорович
Василь Григорович Кузьмінський (нар. 9 серпня 1948) — радянський та український футболіст та тренер, виступав на позиції захисника та нападника.

## Кар'єра гравця
Вихованець ДЮСШ міста Жовті Води, перший тренер — Борис Бормаченко. У 1967 році розпочав свою футбольну кар'єру в місцевій команді «Авангард» (Жовті Води). У 1971 році прийняв запрошення від тренера Леоніда Родоса перейти до «Авангарду» (Тернопіль), який наступного року змінив назву на «Будівельник». На початку 1974 року після розформування «Будівельника» перейшов до хмельницького «Динамо», яке незабаром змінило назву на «Хвиля». У 1976 році перейшов до «Колосу» (Нікополь), в якому й завершив кар'єру професіонального футболіста. Потім повернувся до рідного міста, де до 1980 року виступав у складі аматорського клубу «Авангард» (Жовті Води).

## Кар'єра тренера
Ще будучи гравцем розпочав тренерську діяльність. Після звільнення Бориса Бормаченка поєднував у клубі функції гравця та тренера, а з 1980 році працював старшим тренером «Авангарду» (Жовті Води), яким керував до 1992 року. Потім протягом 15 років працював у Спортивній школі Відділу освіти в Жовтих Водах.

## Досягнення

### Як тренера
«Авангард» (Жовті Води)
- Чемпіонат Дніпропетровської області
  -  Чемпіон (1): 1989